# Mount Whymper, Vancouver Island
Mount Whymper är ett berg i Kanada.   Det ligger i provinsen British Columbia, i den sydvästra delen av landet, 3 600 km väster om huvudstaden Ottawa. Toppen på Mount Whymper är 1 513 meter över havet, eller 754 meter över den omgivande terrängen. Bredden vid basen är 7,8 km.
Terrängen runt Mount Whymper är kuperad åt nordost, men åt sydväst är den bergig. Trakten runt Mount Whymper är nära nog obefolkad, med mindre än två invånare per kvadratkilometer.. Närmaste större samhälle är Lake Cowichan, 16,0 km sydost om Mount Whymper.
I omgivningarna runt Mount Whymper växer i huvudsak barrskog.